# Königlich Bayerisches Gendarmeriekorps

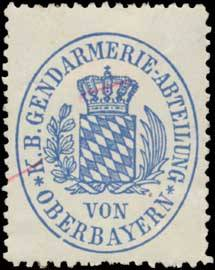
Siegelmarke Königlich Bayerische Gendarmerie-Kompagnie von Oberbayern

Das Königlich Bayerische Gendarmeriekorps war seit 1812 als Gendarmerietruppe mit polizeilichen Aufgaben im Königreich Bayern betraut. Als Bayerisches Gendarmeriekorps bestand es nach dem Sturz der Monarchie in Bayern 1918 noch bis 1935 im Freistaat Bayern weiter.

## Geschichte

### Vorläufer
Bereits seit Mitte des 18. Jahrhunderts gab es erste Bemühungen im Kurfürstentum Bayern um den Aufbau einer Polizeitruppe zur Aufrechterhaltung von Ordnung und Sicherheit. So versahen unter Kurfürst Karl Theodor Teile der Kavallerie unter der Bezeichnung „Militärischer Kordon“ polizeiliche Aufgaben.
1805 wurden bayernweit landgerichtlich organisierte Polizeiwachen errichtet, deren Angehörigen einheitlich uniformiert und Polizeikordon genannt wurden. Durch eine königliche Verordnung von 1809 wurden diese dem Innenministerium unterstellt, die Disziplinaraufsicht übten aber weiterhin die Landrichter aus, als nächsthöhere Dienststelle wurden Generalkreiskommissariate errichtet. Durch diese Maßnahmen konnte die allgemeine Sicherheit jedoch nicht verbessert werden, was auf Personalmangel zurückzuführen war.

### Das Korps von 1812 bis 1863

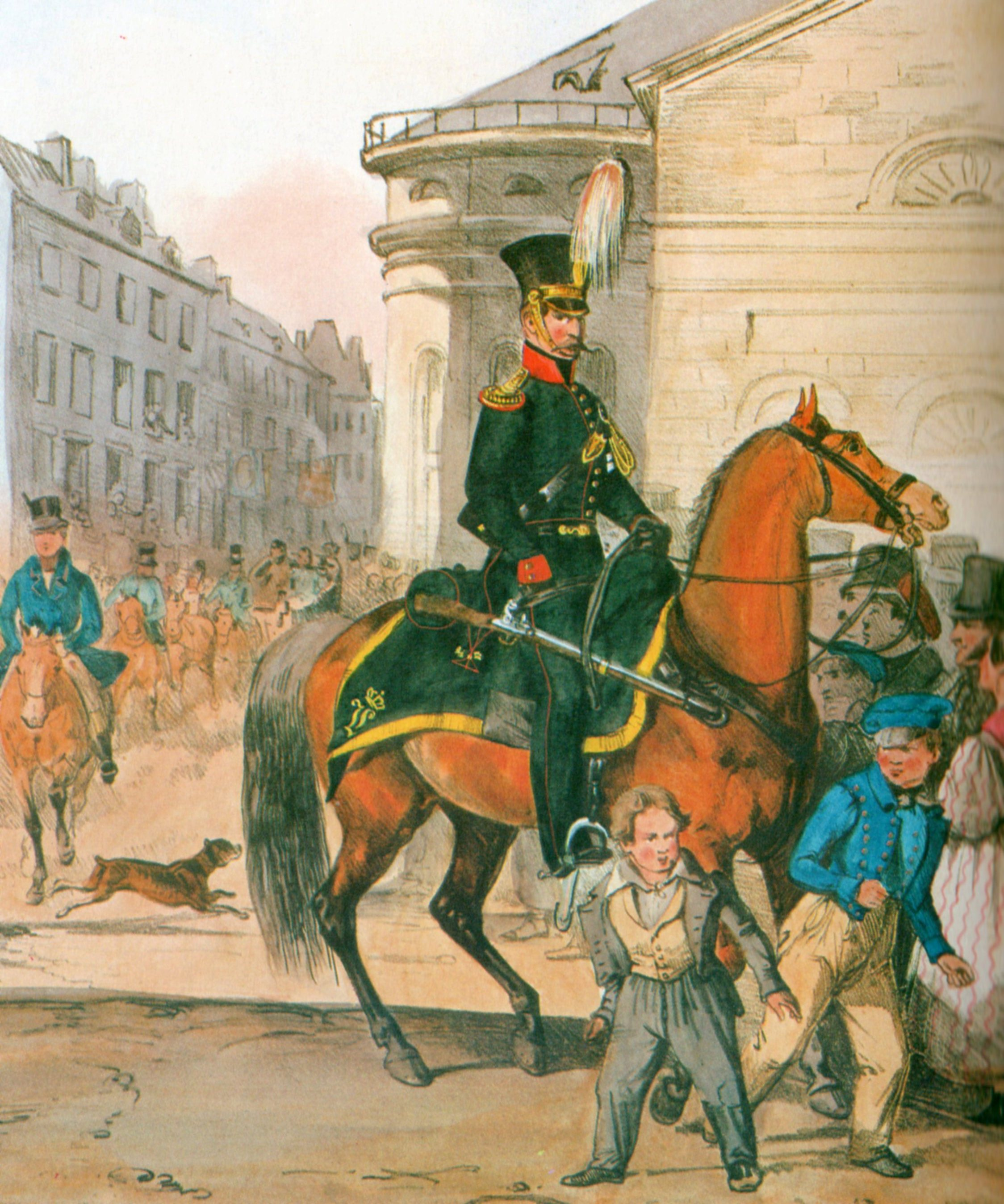
Königlich bayerischer Gendarm zu Pferd um 1840, Mitglied der Gendarmeriekompanie in der Haupt- und Residenzstadt München. Grüne Uniform, schwarzer Tschako.

In der Konstitution von 1808 wurde die Errichtung einer Gensd’armerie festgelegt. Aufgrund der prekären Finanzlage des Königreiches verzögerte sich ihr Aufbau, der 1808 begann und am 11. Oktober 1812 mit der Einigung des Innen-, Kriegs- und Finanzministeriums und dem Erlass eines Ediktes durch König Maximilian I. abgeschlossen wurde. Vorbild war, wie bei der praktisch zeitgleich gegründeten preußischen Landgendarmerie, die französische Gendarmerie impériale. 
Sitze des in Legionen geteilten Korps waren ursprünglich die Städte München, Augsburg und Regensburg, 1815 wurde die Legion in Augsburg nach Nürnberg verlegt. Jede Legion bestand aus vier Kompanien, jede Kompanie aus mehreren Brigaden zu Pferd und zu Fuß. Die Gendarmerie stellte das 1. Korps der Armee, war aber aufgrund des großen Einflusses von Maximilian von Montgelas bis zu dessen Entlassung 1817 nicht dem Kriegsministerium, sondern dem Geheimen Ministerialbüro für Gendarmerie-Gegenstände unterstellt. 
1817 wurden dem Kriegsministerium zusätzlich zu den Personalangelegenheiten und dem Disziplinarrecht die Aufgaben der Führung und Finanzierung der Gendarmerie übergeben. Die Kosten für die Gendarmerie wurden ab diesem Zeitpunkt aus dem Militäretat entnommen. Davor waren die Mittel von den Kreis- und Rentämtern aufgebracht worden.
Die Legionen wurden 1822 aufgelöst, die Kompanien wurden direkt dem Gendarmeriekorpskommando unterstellt und die Zahl der Kompanien den acht Kreisen Bayerns angepasst. Eine zusätzliche neunte Kompanie wurde 1824 in der Landeshauptstadt München aufgestellt und die dort stehende Polizeiwache aufgelöst. 1826 wurde eine Zollschutzwache aufgestellt, die direkt dem Gendarmeriekorpskommando unterstellt war. 1837 wurde die Zollschutzwache wie in allen anderen Zollvereinsstaaten auch in eine Zivilbehörde umgewandelt. 1838 entfiel die bisher übliche Nummerierung der Kompanien, die Kompanien erhielten die Namen der neuen Kreise. 

### Die Reformen von 1863 und 1867/68
Erst 1863 erhielt der bisher in Korporalsachtung stehende Gemeine die Bezeichnung Gendarme. Entsprechend wurden die Unteroffiziere höher gestuft; die Feldwebel, nun als Oberbrigadier bezeichnet, erhielten das der Junkerachtung entspreche Portepee sowie, mit Einschränkungen, die Ausrüstung und Uniform der Gendarmerieoffiziere.
Am 1. April 1867 wurden in Oberbayern, der Pfalz, der Oberpfalz und Mittelfranken Gendarmerieschulen errichtet, die aber bereits 1868 auf zwei (in München und Speyer) reduziert wurden. Vermutlich handelte es sich um die ersten Polizeischulen Deutschlands überhaupt, da Preußen erst 1899 zwei Gendarmerieschulen in Einbeck und Wohlau einrichtete.
Ein entscheidender Einschnitt im Verhältnis der Gendarmerie zum Militär und den Zivilbehörden erfolgte durch die Heeresreform 1868. Bayern war damit offenbar der letzte deutsche Staat, in dem die Gendarmerie im täglichen Dienstbetrieb dem Innenministerium und den nachgeordneten Zivilbehörden unterstellt wurde, während z. B. die Sächsische Gendarmerie seit ihrer Gründung 1809 nie Teil des Militärs gewesen war und in Oldenburg oder Mecklenburg-Schwerin Mischformen existierten. Am 24. Juli 1868 verfügte König Ludwig II. die Neuorganisation der Gendarmerie diesseits des Rheins mit Ausnahme Münchens. Ab diesem Zeitpunkt oblag den Bezirksämtern und nicht mehr den Offizieren die Dienstaufsicht, diese waren jedoch noch für die Erziehung und den Dienstunterricht zuständig. Nunmehr war die Gendarmerie auch nicht mehr Teil der Königlich Bayerischen Armee, blieb jedoch militärisch organisiert. Sie unterstand der Militärstrafgerichtsbarkeit, in personeller und disziplinarischer Hinsicht weiterhin dem Kriegsministerium, in allen anderen dienstlichen Belangen dem Innenministerium. Die Kompanieeinteilung wurde beibehalten. An jedem Bezirksamt befand sich eine Gendarmeriestation, die von einem Oberbrigadier geführt wurde, der gleichzeitig der Brigade des Bezirks vorgesetzt war. Die Kompanien wurden entweder durch einen Hauptmann oder Major kommandiert. In München war jedem Stadtbezirk eine Brigade zugeteilt.
Während des Deutsch-Französischen Krieges wurden aus der Gendarmerie zwei Feldgendarmerieabteilungen à 67 Mann aufgestellt und den beiden bayerischen Armeekorps zugeteilt. Eine dritte Abteilung mit 40 Mann diente bei der General-Etappen-Inspektion. Kriegsverluste sind offenbar nicht eingetreten.
Am 1. April 1872 traten Veränderungen in der Dienstgrad- und Dienststellenbezeichnungen ein:
- Korps- bzw. Kompanie-Kommandant zu Chef;
- Oberbrigadier I. Klasse zu Oberwachtmeister;
- Oberbrigadier II. Klasse zu Wachtmeister;
- Brigadier zu Sergeant.

Die Stationskommandanten und Gendarmen behielten ihre Bezeichnungen und ihren Rang als Unteroffiziere bei.
Durch allerhöchste Verordnung vom 6. September 1873 wurde auch die Uniformierung entscheidend verändert, indem wie in den anderen deutschen Gendarmerien mit Ausnahme Sachsens und Mecklenburg-Strelitz’ der preußische Helm (Pickelhaube) eingeführt wurde. Der Waffenrock blieb dunkelgrün. Die Hosenfarbe war schwarz. Als Bewaffnung wurde ein Karabiner vom Typ Werder eingeführt.
1895 wurden probeweise Fahrräder eingeführt, 1896 für radfahrende Beamte ein Revolver statt des Säbels; im selben Jahr auch die Genehmigung für alle Gendarmen in gebirgigen Gegenden, Schneeschuhe (Ski) zu tragen; ebenfalls 1896 eine Bluse außer in München; 1901 Gendarmerie-Revolver M/99 sowie ein grauer Mantel nach Art der Armeemäntel.
Eine wesentliche Veränderung trat 1898 in München ein, indem die dortige Kompanie am 1. Oktober 1898 aufgelöst und durch eine Königliche Schutzmannschaft wie in Berlin und Dresden ersetzt wurde. Sie erhielt eine blaue Uniform. 
Das am 1. Januar 1909 in Kraft getretene Beamtengesetz hatte auch Auswirkungen auf die Gendarmerie. Die Gendarmen waren nun Staatsbeamte, unterstanden allerdings disziplinarisch immer noch dem Kriegsministerium. Die Kompanien wurden in Abteilungen umbenannt und deren Chefs als Abteilungs-Kommandeure bezeichnet. Die Brigade wurde durch den Bezirk ersetzt.

## Von 1814 bis 1912 im Dienst getötete Gendarmen
Bis 1912 wurden in Ausübung des Dienstes 32 Gendarmen getötet, davon:
- durch Schusswaffen: 15 (davon zwei im Jahr 1900 durch den Räuber Mathias Kneißl);

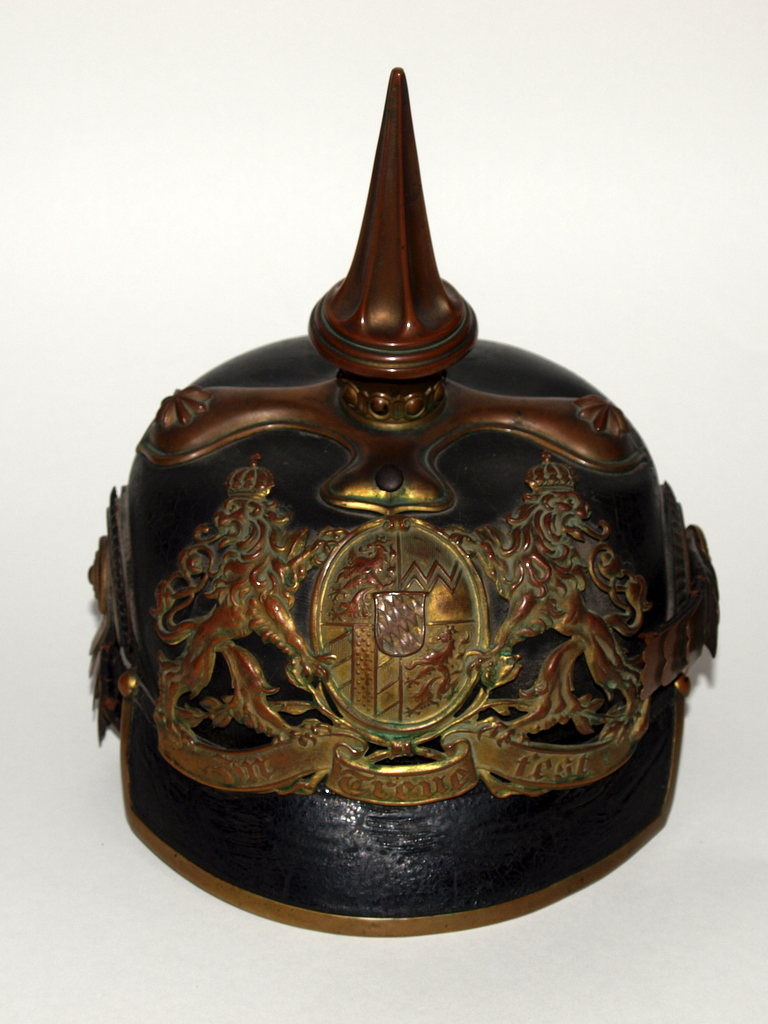
Bayrische Pickelhaube, noch bis 1935 in Gebrauch

- durch Messerstiche: 12;
- erschlagen: 2.

## Erster Weltkrieg
Über die Verwendung im Ersten Weltkrieg ist nichts näheres bekannt. Offensichtlich wurde auch die bayerische Feldgendarmerie durch Gendarmen aufgestellt und vor allem durch leichte Kavallerie (in Bayern Chevauleger) verstärkt. Mit Ende des Ersten Weltkriegs und der Novemberrevolution wurde 1918 die Bezeichnung Königlich gestrichen.

## Weimarer Republik
Bei der Auflösung der Bayerischen Armee 1919 wurde das jetzt als Bayerisches Gendarmeriekorps bezeichnete Korps in eine zivile Einrichtung umgewandelt, deren oberste Dienstbehörde allein das Bayerische Innenministerium war. Die blau-weiße bayerische Landeskokarde am Helm wurde durch eine schwarz-weiß-rote Reichskokarde ersetzt.
Das Polizeibeamtengesetz von 1928 brachte dann eine engere Anbindung der Gendarmerie an die übrigen uniformierten bayerischen Polizeikräfte (Schutzpolizei in den Großstädten München sowie Nürnberg-Fürth und Bayerische Landespolizei) und den Übergang zum Dienstverhältnis als Probe- und Lebenszeitbeamter. Während die Polizei blaue Uniformen trug, behielten die Gendarmen ihre grüne Uniformierung auch nach 1928 bei.
Eine Besonderheit der bayerischen Gendarmerie und Polizei war die Weiterverwendung der 1896 eingeführten letzten Form der Pickelhaube weit über das Ende der Monarchie hinaus und während der gesamten Zeit der Weimarer Republik noch bis 1935. Dagegen wurden praktisch alle nichtbayerischen Polizeiformationen in Deutschland ab 1919 mit Tschakos ausgestattet.

## Gliederung
Das Gendarmeriekorps sollte ursprünglich neben den Dienstposten für die Stäbe und Offiziere, 1.332 Infanteristen und 348 Kavalleristen umfassen.
Als Zentralkommando wurde in München ein Gendarmerie-Korps-Kommando unter Führung eines Generals errichtet, dem drei Legionen mit je einer Eskadron Kavallerie und vier Kompanien Infanterie unterstanden. Die Eskadronen und Kompanien unterteilten sich wieder in einzelne Brigaden. Für den Inn-, Isar- und Salzachkreis war die I. Legion in München, für den Iller-, Oberdonau- und Rezatkreis die II. Legion in Augsburg und für den Main-, Regen- und Unterdonaukreis die III. Legion in Regensburg zuständig.
Die Legionen wurden bereits 1822 aufgelöst, die Zahl der Kompanien den acht Kreisen Bayerns angepasst und die Kompanien nun direkt dem Gendarmerie-Korps-Kommando in München unterstellt:
1. Kompanie, zuständig für den Isarkreis, später Oberbayern (Neubezeichnungen ab 1838),
2. Kompanie, zuständig für den Unterdonaukreis, später Niederbayern,
3. Kompanie, zuständig für den Regenkreis, später Oberpfalz und Regensburg,
4. Kompanie, zuständig für den Oberdonaukreis, später Schwaben und Neuburg,
5. Kompanie, zuständig für den Rezatkreis, später Mittelfranken,
6. Kompanie, zuständig für den Obermainkreis, später Oberfranken,
7. Kompanie, zuständig für den Untermainkreis, später Unterfranken und Aschaffenburg,
8. Kompanie, zuständig für den Rheinkreis, später Pfalz.

1824 erfolgte die Bildung der Gendarmerie-Kompanie der Haupt- und Residenzstadt München. Die dortige Kompanie wurde am 1. Oktober 1898 aufgelöst und durch eine Königliche Schutzmannschaft ersetzt.
Ansonsten blieb die Gliederung bis 1909 in Kraft, als die Kompanien in Abteilungen umbenannt und deren Chefs als Abteilungs-Kommandeure bezeichnet wurden.

## Dienstgrade
| bis 1863                                                                                                  | 1863                                                          | 1872               | 1873               | 1909                  | Pendant in der Armee                                                |
| – | Oberbrigadier                                                 | Oberwachtmeister   | Oberwachtmeister   | Stabsoberwachtmeister | Offiziers-Adspirant 1. Classe (Portepee-Fähnrich)                   |
| Oberbrigadier (nur Feldgend.-Eskadronen) 1. Wachtmeister (Feldgend.-Eskadronen)/Feldwebel (Fuß-Kompanien) | Brigadier 1. Klasse (im Dienstbetrieb „Wachtmeister“ genannt) | Wachtmeister       | Wachtmeister       | Oberwachtmeister      | Feldwebel (Inf.) Erster Wachtmeister (Kav.)/(Wachtmeister, ab 1872) |
| – | –                                                             | –                  | Vizewachtmeister   | Wachtmeister          | Vizefeldwebel/Vizewachtmeister (in bay. Armee eingeführt 1872)      |
| Brigadier                                                                                                 | Brigadier 2. Classe                                           | Sergeant           | Sergeant           | Sergeant              | Sergent/Zweiter Wachtmeister (Sergeant, ab 1872)                    |
| Stations-Commandant (nur Fuß-Kompanien; Dienststellung, kein Dienstgrad)                                  | Stationskommandant                                            | Stationskommandant | Stationskommandant | entfallen             | keine Entsprechung                                                  |
| Gemeiner                                                                                                  | Gendarme (sic)                                                | Gendarm            | Gendarm            | Gendarm               | Corporal/Corporal                                                   |